# هندوانه (یمن)
 هندوانه  به عربی ( الهندوانة ) نام روستایی است در عزلهٔ (قیقة)، ناحیهٔ (رداع) از توابع استان حَجّه در کشور یمن در شبه جزیره عربستان است. 
جمعیت آن ۷۱ نفر (۵ خانوار) می‌باشد.
در این روستا آثار گوناگونی از دوران ملک سبا برجای مانده‌است.